# Zuiderbegraafplaats (Rotterdam)

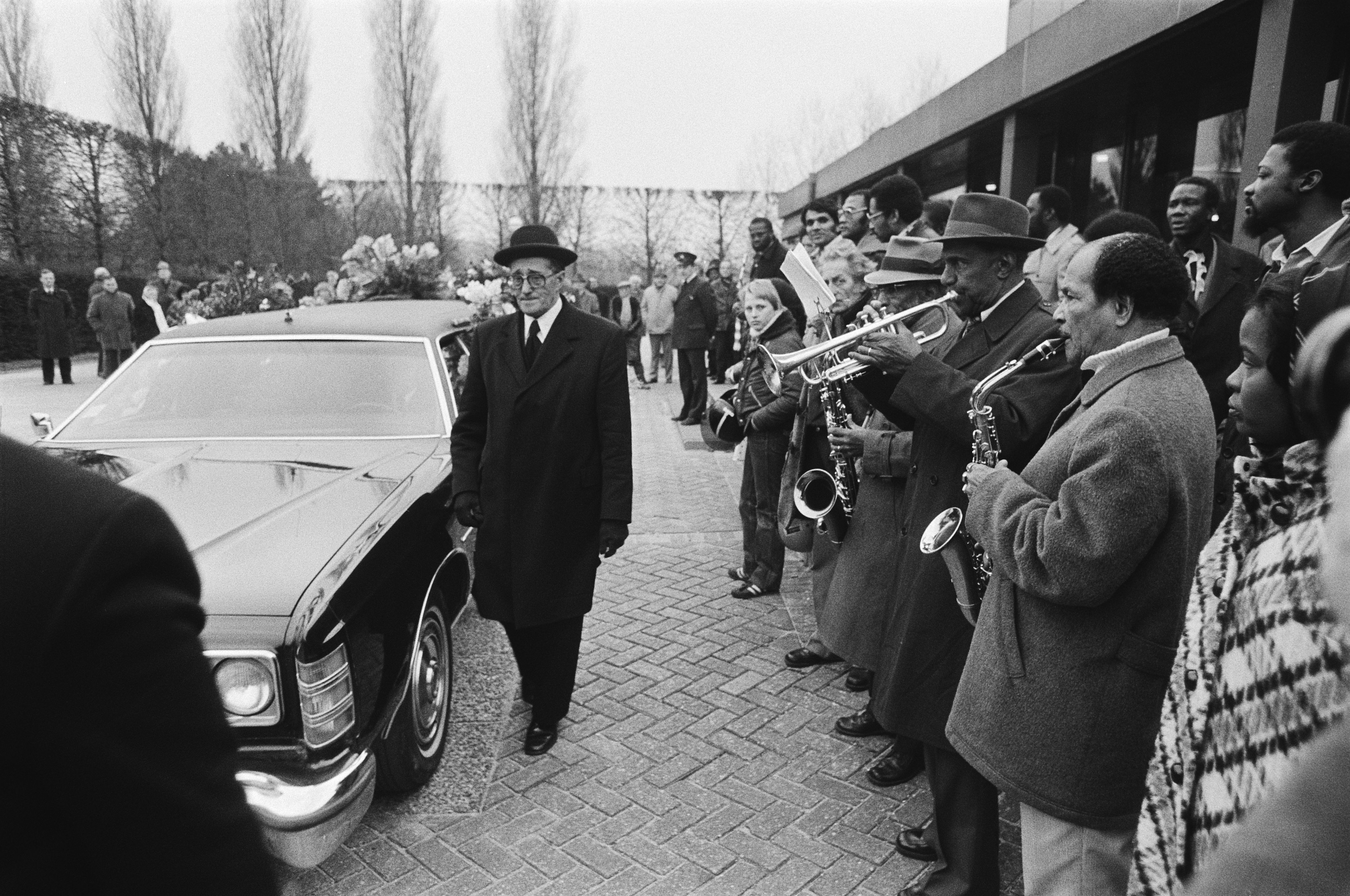
Begrafenis slachtoffers Moordaanslag Rotterdam op de Zuiderbegraafplaats

De Zuiderbegraafplaats is een Nederlandse begraafplaats, gelegen aan de zuidrand van Rotterdam, tussen Zuidwijk en Lombardijen. De Zuiderbegraafplaats grenst aan het eerste Rotterdamse crematorium. Er zijn ook speciale gedeeltes voor soennieten, Chinezen, Javaanse oost- en westbidders en Pakistaanse hindoes.

## Geschiedenis
Vanaf 1927 is het polderland opgespoten en vanaf 1938 is begonnen met de aanleg van de begraafplaats naar een ontwerp van tuinarchitect F. Theeuwis van Gemeentewerken Rotterdam. Na de Duitse inval van mei 1940 werd de begraafplaats vervroegd geopend. Op 14 mei 1940 vond de eerste begrafenis plaats.
In 1971 werd een speciaal gedeelte voor moslims ingericht, waarbij begraven wordt met het hoofd in de richting van Mekka. 
In 2014 werd een vak voor supporters van voetbalclub Feyenoord geopend. Het gras van de graven en het strooiveld komt uit Stadion Feijenoord (De Kuip). 